# 上海戏曲艺术中心
上海戏曲艺术中心是中華人民共和國上海市的一個傳統戲曲演出機構，受中國共產黨上海市委員會宣傳部領導，下辖上海京剧院、上海昆剧团、上海越剧院、上海沪剧院、上海淮剧團和上海评弹团六大艺术團體以及上海宛平剧院，成立於2011年12月30日。